# ÖTE Felsőszölnök
Történelem:
A Községi Közös Tanácsok idején a felsőszölnöki tűzoltóság az alsószölnöki egyesülethez tartozott, így mint tűzoltó egység működött. A helyi Önkormányzatok megalakulása után lehetősége nyílt a tűzoltó egységek önállósodására is. Így 1992. március 11-tól ismét önálló egyesületként működik a helyi tűzoltóság. Az önálló Önkéntes Tűzoltó Egyesület első kiemelkedő jelentőségű eseménye az új zászló felszentelése, melyre 1993-ban került sor. Az utolsó ilyen esemény 1927. szeptember 8.-a volt. Sajnos az akkor felszentelt tűzoltó zászló a II. világháború után rejtélyes körülmények között eltűnt. A határátkelő megnyitásával lehetőség nyílt a kapcsolatok kiszélesítésére, illetve felvételére, különösen a szomszédos Szlovénia tűzoltó egyesületeivel. Az első konkrét együttműködési megállapodás aláírására 1992. október 7-én Martinje település tűzoltó egyesületével került sor. 
Jelen:
Jelenleg 30 tagja van az egyesületünknek, vegyesen fiúk és lányok fiatalok és idősebbek.  Az utóbbi években sok fiatal taggal bővült a csapat. Az egyesület megfiatalodása sok új lehetőséget adott. Rendszeresen részt veszünk gyakorlatokon és igyekszünk minden értesítésre reagálni lehetőségeinkhez képest, legjobban.  Eljárunk területi és megyei tűzoltó versenyekre ahol eredményesen szerepelünk. A falu közösségi életében is részt veszünk,  mint a falunap, májusfaállítás és kitáncolás, főzőversenyek, karácsonyfaállítás. A helyi szlovén szervezetekkel is jó kapcsolatot ápolunk, és szívesen veszünk részt rendezvényeiken. De nem csak a faluban, hanem a környező szlovén településeken is segítünk.
Szlovén kapcsolat, nyelv:
Büszkék vagyunk a szlovén kapcsolatainkra is, idén több meghívást is kaptunk szlovén barátainktól. Már hagyománynak mondható, hogy Szent Flórián ünnepén Markovciban részt veszünk a szentmisén illetve a felvonuláson szlovén kollégáinkal együtt. Alapszabályunkban szerepel a szlovén nyelv és hagyományok őrzése és fenntarása illetve a jó kapcsolat ápolása az anyaországi tűzoltókkal és emberekkel
Autóink, ruháink, szertárunk, Facebook oldalunk mind kétnyelvű fontosnak tartjuk, hogy bárhol is járjunk, büszkén mutassuk hovátartozásunkat és identitásunkat.